# Teoria dell'Austria prima vittima

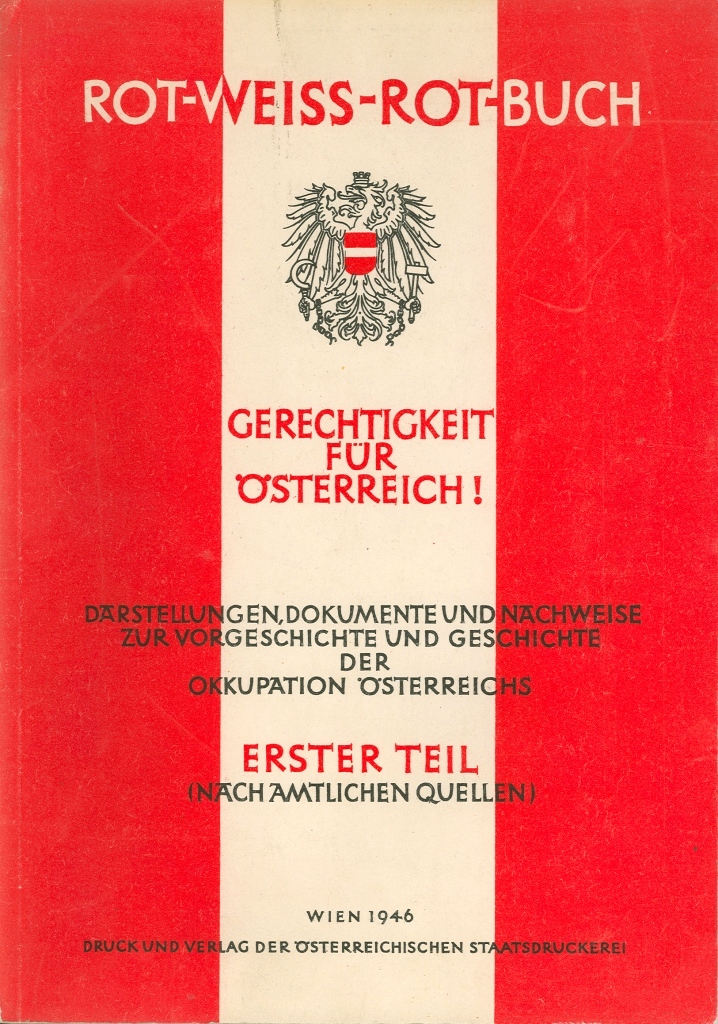
Il libro rosso-bianco-rosso, pubblicato dal ministero degli esteri austriaco nel 1946; una descrizione ufficiale del punto di vista dei fondatori della seconda repubblica austriaca, sugli avvenimenti del 1938-1945.

La teoria della vittima (in tedesco Opferthese), sintetizzata dallo slogan "Austria - la prima vittima dei nazisti", fu il fondamento ideologico dell'Austria sotto l'occupazione alleata (1945-1955) e nella Seconda Repubblica austriaca fino agli anni '80.

## Tesi
Secondo i fondatori della Seconda Repubblica Austriaca, l'Anschluss del 1938 fu un atto di aggressione militare da parte del Terzo Reich. La statualità austriaca era stata interrotta e quindi la rinata Austria del 1945 non poteva e non doveva essere considerata in alcun modo responsabile dei crimini nazisti. La "teoria della vittima" che fu formulata nel 1949 insisteva sul fatto che tutti gli austriaci, compresi quelli che sostenevano fortemente Hitler, erano state vittime riluttanti del regime nazista e quindi non erano responsabili dei suoi crimini.
La "teoria della vittima" divenne un mito fondamentale nella società austriaca. Consentì a quelli che un tempo erano acerrimi avversari politici – cioè i socialdemocratici e i cattolici conservatori – di riconciliarsi ed a riportare gli ex nazisti nella vita sociale e politica per la prima volta nella storia austriaca. Per quasi mezzo secolo, lo stato austriaco ha negato l'esistenza di qualsiasi continuità tra esso e il regime politico che è esistito in Austria dal 1938-1945, ha mantenuto attivamente il mito del sacrificio della nazionalità austriaca e ha coltivato uno spirito conservatore di unità nazionale.
La denazificazione del dopoguerra fu rapidamente accantonata; di conseguenza i veterani della Wehrmacht e delle Waffen-SS occuparono un posto d'onore nella società. La lotta per la giustizia da parte delle vere vittime del nazismo – principalmente gli ebrei – fu condannata e fatta passare come un tentativo di ottenere un arricchimento illecito a spese dell'intera nazione.

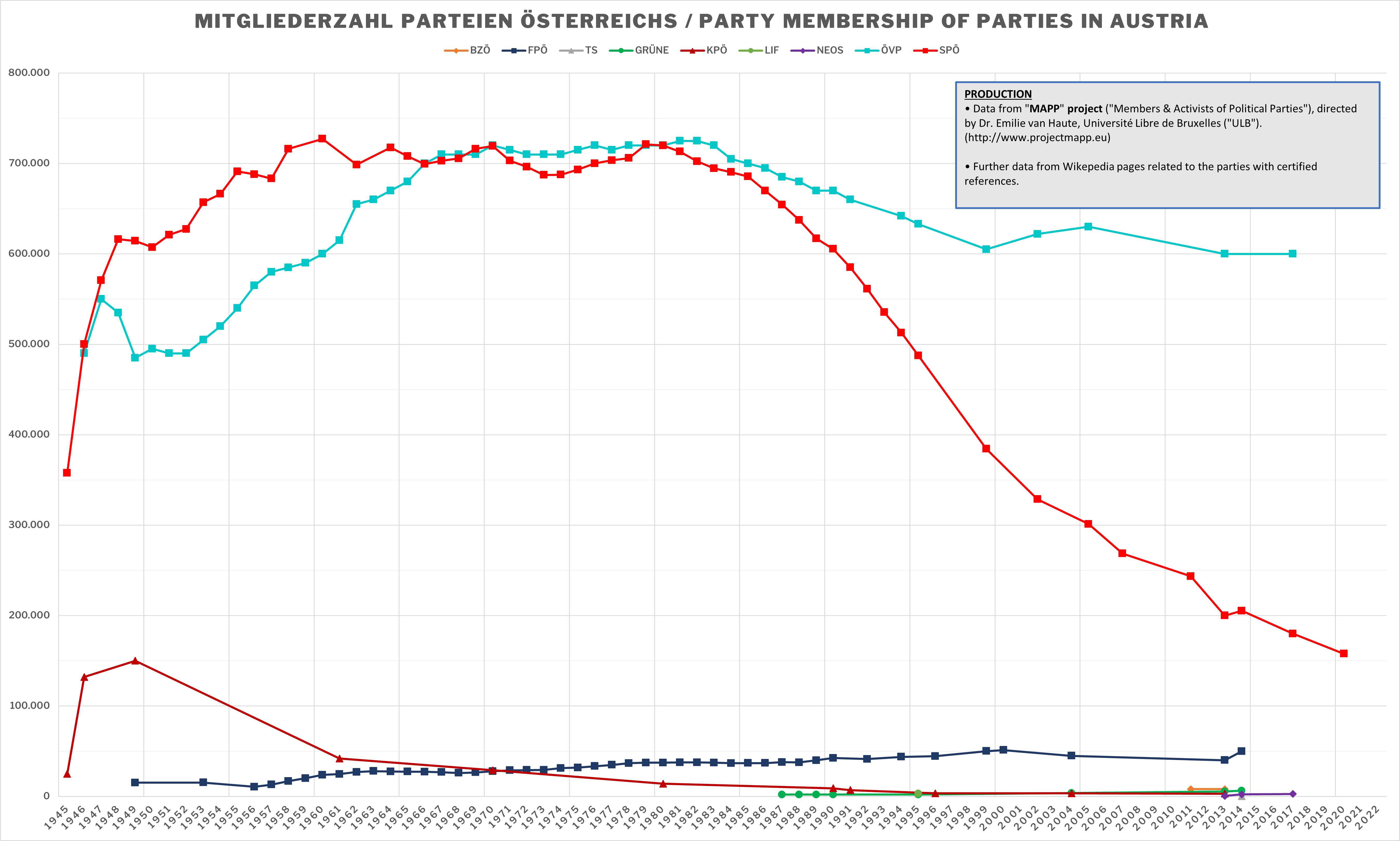
Andamento del numero degli iscritti ai partiti politici austriaci (dal 1945, dati dell'ULB). Nonostante il caso Waldheim riguardasse soprattutto il centrodestra popolare, fu il Partito Socialdemocratico a rimetterci molto di più, cominciando a perdere vistosamente molti iscritti proprio dal 1986.

### Il caso Waldheim (1986 - 1992)
Nel 1986, l'elezione di un ex ufficiale dei servizi segreti della Wehrmacht, Kurt Waldheim (già segretario generale delle Nazioni Unite negli anni '70), a presidente federale mise l'Austria sull'orlo dell'isolamento internazionale. Una forte pressione esterna e una discussione politica interna costrinsero gli austriaci a riconsiderare il loro atteggiamento nei confronti del passato. A partire dall'amministrazione politiche degli anni '90, e quindi da parte maggior parte del popolo austriaco a metà degli anni 2000, la nazione ha ammesso la propria responsabilità collettiva per i crimini commessi durante l'occupazione nazista e ha ufficialmente abbandonato la "teoria della vittima".